# Ciencia ficción en Venezuela

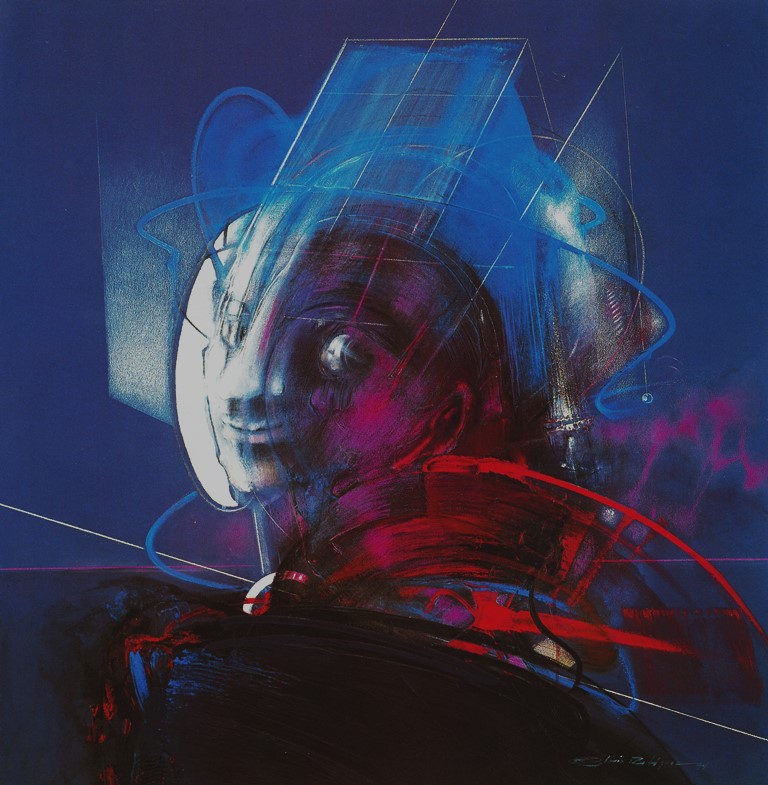
Homenage a Colón, de Alirio Rodríguez.

La ciencia ficción venezolana es un subgénero literario y artístico nacido en este país en el seno del romanticismo a mediados del siglo XIX, aunque conocerá un auge relativo durante el siglo XX, con el surgimiento de figuras como Julio Garmendia, Enrique Bernardo Núñez, Ida Gramcko, José Balza, Luis Britto García, Mauricio Odremán y posteriormente en el siglo XXI con autores como Ana Teresa Torres, Fedosy Santaella o José Urriola.
No existe un consenso sobre la definición de la ciencia ficción venezolana como un género separado de la ciencia ficción, aunque algunos autores hablan de ciertos rasgos comunes que tienen que ver con la situación periférica del país, como por ejemplo: un uso más libre de la justificación científica; la ausencia del alto grado de desarrollo tecnológico; una frontera poco clara con respecto a lo fantástico; un interés particular por la metaficción, lo mítico y lo telúrico. Tan es así, que en 1940, en su libro Formación y proceso de la literatura venezolana, Mariano Picón Salas acuñará el término fantasía científica, en vez de ciencia ficción.Daniel Arella afirma que la ausencia de un alto grado de desarrollo tecnológico hace que la relación con la ciencia y la tecnología sea en muchas ocasiones crítica y paródica. Así mismo, destaca cómo este fenómeno se repite en otras tradiciones de la ciencia ficción latinoamericana.
Daniel Medvedov, en su prólogo al libro Las criaturas de la ciencia ficción, de Iliana Gómez Berbesí, considera que el origen de la ciencia ficción se encuentra en el mito, y afirma: "(l)os comentadores de la ciencia ficción pretenden ver, con bastante frecuencia, una serie de nuevos ritos en las aventuras de sus héroes, cuando en el fondo se trata de reiteraciones del eterno y singular mito del hombre: la gran aventura del alma acaecida en la materia; el nacimiento y la muerte, polos intermediarios de una ecuación mucho más extensa y compleja que la vida humana." Para Luis Miguel Isava, "la ciencia ficción lleva a cabo una operación que parece ser el reflejo especular de dos prácticas que tienen todo el prestigio de las ciencias humanas. La primera sería la escritura de la historia. (...) La segunda sería la praxis y la teoría psicoanalíticas. Esta, por su parte, indaga no sin especulación, sobre los posibles eventos o “traumas” que originaron los síntomas ahora presentes. Ambas prácticas, como vemos, son esencialmente retrospectivas, característica que comparten con la proto ciencia ficción”.
Si bien en Venezuela la ciencia ficción ha dejado su impronta principalmente en la literatura, otras artes como el cine, la música o las artes plásticas también han sido influenciadas por el género.

## Literatura

### Antecedentes
Como señala Luis Miguel Isava, la ciencia ficción no es sino la continuación razonada y físicamente posible del mito, con sus bestiarios y sus arquetipos. En este sentido, el androide, el robot o la inteligencia artificial tendrían relación con el golem; así como la utopía o la distopía pueden ser reflexiones en torno a los paraísos perdidos.Para Isava "(s)i pensamos hacia atrás, pensamos en religión, en mito o, con una especulación un tanto más rigurosa, en historia y en psicoanálisis; si pensamos hacia adelante, podemos hacerlo a través fantasías desbocadas o, con un poco más de rigor especulativo, a través de la ciencia ficción." Por eso, encontramos en la ciencia ficción venezolana una influencia importante de las cosmogonías indígenas y africanas, así como de la tradición judeocristiana y las mitologías europeas.

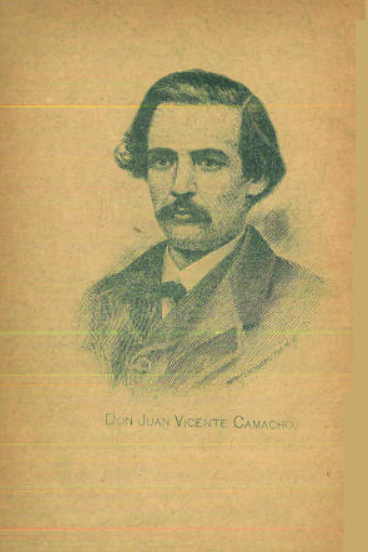
Retrato de Juan Vicente Camacho en el Parnaso venezolano.

### sigloXIX: el romanticismo
Según el crítico Carlos Sandoval, la historia de la ciencia ficción venezolana comienza con el relato de Juan Vicente Camacho, publicado en La Revista de Lima (Perú, 1859-1863) en 1861: Confesión auténtica de un ahorcado resucitado. En este relato se recrea el arribo a Estados Unidos de un barco de gran caladura pilotado por un solo navegante. Al principio, el marino informa haber sobrevivido al ataque de unos piratas; luego cambia de historia y dice que una epidemia de tifus acabó con sus compañeros. Finalmente, admite haber asesinado a la tripulación. El protagonista es condenado a muerte, pero una junta médica le ofrece devolverlo a la vida después mediante ciertos procedimientos electromagnéticos.

Es importante señalar que Juan Vicente Camacho es también uno de los primeros latinoamericanos en escribir un cuento fantástico, con La estatua de bronce, publicado en 1854. De hecho, Carlos Sandoval considera que La estatua de bronce sería el primer cuento fantástico latinoamericano, antecediendo a Gaspar Blondín de Juan Montalvo. Por esta misma época, en 1873, Julio Calcaño publicaría los relatos de terror fantástico El sello maldito, La danza de los muertos. Más adelante Calcaño publicará uno de los primeros relatos vampíricos en lengua española, titulado Tristán Cataletto.

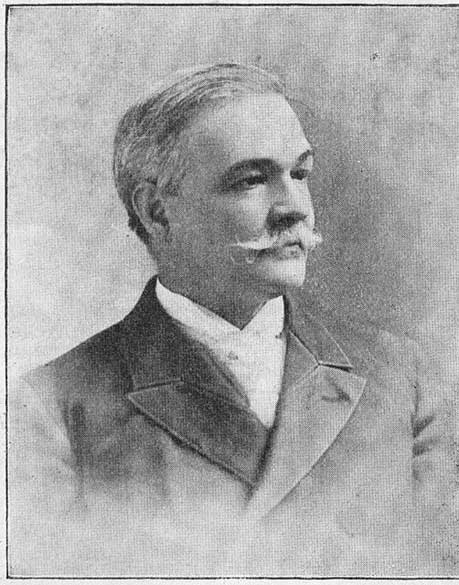
Nicanor Bolet Peraza.

Otro ejemplo del siglo XIX es el relato Metencardiasis (1896) de Nicanor Bolet Peraza (1838-1906), en el que protagonista, Van-der Meulen-Heinsterfalen, “sabio holandés que ha adquirido misteriosos y profundos informes en sus viajes por remotos sitios del planeta, monta consulta en su natal Róterdam, donde trata pacientes con agudas deficiencias cardíacas. El científico ha creado una máquina que trasplanta corazones”.La máquina funciona mediante un imán encontrado en el círculo polar.Bolet Peraza también escribiría relatos fantásticos como Las tres vidas de Antón de 1893, El monte azul de 1893, El espejo encantado de 1893, Un golpe de suerte de 1894, El gran infame de 1894, Calaveras de 1894, o Historia de un guante de 1895.

### Primera mitad delsigloXX: las vanguardias
Es durante el siglo XX que podemos hablar de un auge del género, especialmente con el surgimiento de las estéticas de vanguardia (por ejemplo, el futurismo o el surrealismo) y el nacimiento de un interés mayor en el género fantástico y de lo insólito en escritores como Pedro Emilio Coll, Julio Garmendia, Salustio González Rincones, Enrique Bernardo Núñez, Pepe Alemán, entre otros.

#### Julio Garmendia: cosificación y metaficción
A los 19 años, Julio Garmendia publica sus tres primeros relatos en el diario El Universal de Caracas: El camino de la gloria (enero de 1917), El gusano de luz (mayo de 1917) y Una visita al Infierno (abril 1917).
Una visita al Infierno es considerado uno de los relatos de pioneros de la ciencia ficción venezolana y latinoamericana y marcará el tipo de literatura que acompañará a Garmendia el resto de su carrera, con predominio de lo fantástico y la ciencia ficción. En este relato, el narrador descubre que el infierno es una utopía altamente desarrollada desde el punto de vista científico y tecnológico, que dista mucho de las miserias del mundo terrenal.
En este sentido, antes de que el término ciencia ficción fuese acuñado en 1926 por Hugo Gernsback, cuando lo incorporó a la portada de una de las revistas de narrativa especulativa más conocidas de los años 1920 en Estados Unidos: Amazing Stories, Garmendia estaba utilizando métodos similares a los de escritores anglosajones.Si bien en Garmendia hay una renovación de la tradición fantástica dieciochesca, este interés no es totalmente aislado, sino propio de las primeras vanguardias venezolanas y el surgimiento de un nuevo fantástico latinoamericano, de lo maravilloso y de eso que luego Uslar Pietri denominó realismo mágico. Algunos ejemplos de literatura fantástica contemporáneos con Garmendia son: Cubagua (1931) de Enrique Bernardo Núñez; los primeros cuentos de Arturo Uslar Pietri publicados en 1928: Barrabás y otros relatos y en 1936: Red, así como su primera novela (de corte fantasmagórico, onírico, una especie de trance alucinatorio), publicada en 1931: Las lanzas coloradas; y la poesía de José Antonio Ramos Sucre (publicada en su totalidad entre para 1929).
Así mismo, en El gusano de luz, un relato breve, de apenas unas 500 palabras,  dos interlocutores no identificados dialogan, sin que medie narrador, sobre la guerra y la ceguera que esta produce en la humanidad.  Ambos interlocutores son solados, uno de ellos pone en duda la realidad, achacando al gusano de luz (una especie de monstruo cósmico) los males de la humanidad, mientras que el otro replica poniendo en duda la tesis del primero. El final es este diálogo ambiguo, que no permite determinar quién tiene la razón:
—       ¿Pues no dijiste ha poco que no era luz, sino un gusano?

—       ¿Y quién no se equivoca? ¡Toma tu lanza y vamos!

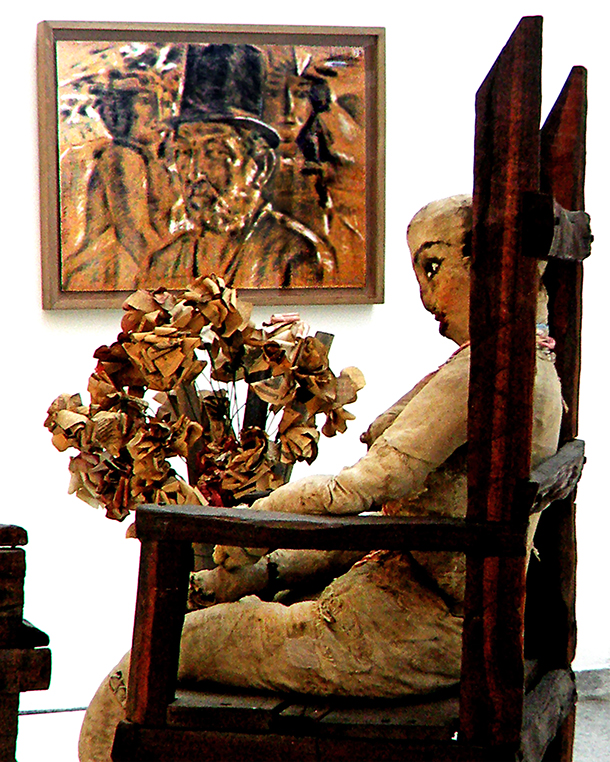
Muñeca y Autorretrato, de Armando Reverón.

Luego, en su relato Aunque pasen 3000 años más..., de 1924, asistimos al descubrimiento, en el año 4923, de las ruinas de un templo en Suramérica destinado al culto a un héroe de finales del siglo veintiuno, una forma de criticar el caudillismo latinoamericano y específicamente, el llamado cesarismo democrático.
En 1927, Julio Garmendia publica su libro La tienda de muñecos, un hito para la literatura fantástica y de ciencia ficción venezolana, en el que encontramos un cuestionamiento de un mundo cosificado, artificial y mecanizado. Hay que notar que, como afirma Jorge Romero en su conferencia Julio Garmendia y el "alma" de lo mecánico, mientras Garmendia proponía esta estética basada en lo artificial, Armando Reverón hacía lo propio con la performance, el ensamblaje, y la instalación.
En esta antología se encuentra el cuento La realidad circundante, que por mucho tiempo fue considerado erróneamente como el primer cuento de ciencia ficción venezolana. Este relato describe el invento de una máquina que otorga al usuario la “capacidad artificial especial para adaptarse incontinenti a las condiciones de existencia, al medio ambiente y a la realidad circundante”. Para Diego Rojas Ajmad, La realidad circundante no puede ser, sin embargo, calificado de ciencia ficción, puesto que "no hay una alteración del orden de la realidad ni se emplea el discurso científico para elaborar sobre él una ficción. No hay asombro ni maravilla y es por ello que no se me muestra el carácter fantástico del cuento, menos el de la ficción científica", para Rojas Ajmad se trataría de una "representación de los poderes de la publicidad y de cómo un producto, sea las píldoras del doctor Ross o los peines magnéticos para detener la caída del cabello, puede encontrar a incautos compradores". Se trataría pues de la historia de una estafa. 
Para el chileno Gastón Germán Caglia, La realidad circundante, puede ser calificado de Ubik (en referencia a la novela de Philip K. Dick) latinoamericano, enmarcado en el subgénero de la distopía. Se trata de "un relato en formato publicitario en donde el personaje principal vende un artefacto para adaptarse a la realidad que se llama Capacidad artificial especial para adaptarse incontinenti a las condiciones de existencia, al medio ambiente y a la realidad circundante y que sirve a los inadaptados a la realidad circundante, a los fantaseadores. Quien lo compra, un inadaptado que desea tomar ventaja sobre los neo-adaptados, pero lo deja sobre su escritorio sin usarlo. Este comprador es alguien que padece del mal crónico de fantasear." No se trataría pues de que el aparato no funciona, o de que sea una estafa, sino de que el protagonista se negó a adaptarse, y prefirió continuar fantaseando.
Para Daniel Arella, La realidad circundante es uno de los relatos fundamentales de la ciencia ficción latinoamericana.

La narrativa de Garmendia puede ser relacionada también relacionada con la metaficción y lo conceptual. En este sentido, para Garmendia el cuento no es solamente una anécdota, sino el concepto de la anécdota. Por ejemplo, en El cuento ficticio, el narrador es un héroe anónimo de la literatura, que empieza la historia diciendo:
Hubo un tiempo en que los héroes de las historias éramos todos perfectos y felices al extremo de ser completamente inverosímiles.
El narrador es a la vez la voz narradora del cuento y un héroe inexistente de la literatura, y cuenta una historia que es conscientemente ficticia. Se trata no solo de un cuento-concepto, o cuento-idea, sino de una especia de ars narrativa o manifiesto literario a favor de la ficción. También es ejemplo de esto su cuento El librero, en el que el protagonista es un librero que declara querer salvar a las víctimas de las novelas policíacas o de las tragedias, pues “hay que ser caritativos con los pobres seres que arrastran en las páginas de los libros una existencia desolada". Luego el librero desaparece de forma inexplicable entre los libros de los anaqueles de humor. Se trata de otro héroe literario que lucha por lo finales felices, usando el humor. Estos son relatos que se encuentran en el borde de los géneros, pues aunque no contengan el elemento científico o técnico de la ciencia ficción, contienen un elemento de extrañeza metafísica. En el prólogo a la Antología del cuento moderno venezolano (1895 - 1935), Arturo Uslar Pietri y Julián Padrón relacionan su narrativa con la novela filosófica francesa del siglo VIII, que había influenciado anteriormente a Pedro Emilio Coll.
El cuento ficticio es una obra fundamental en la literatura de género en Venezuela, pues marcaría una tendencia estética en favor de la metaficción y los juegos intertextuales, con ejemplos como El falso cuaderno de Narciso Espejo de Guillermo Meneses, El cuaderno de Blas Coll de Eugenio Montejo, o ya en el siglo XXI, el uso del falso documental en Santiago se va de José Urriola.

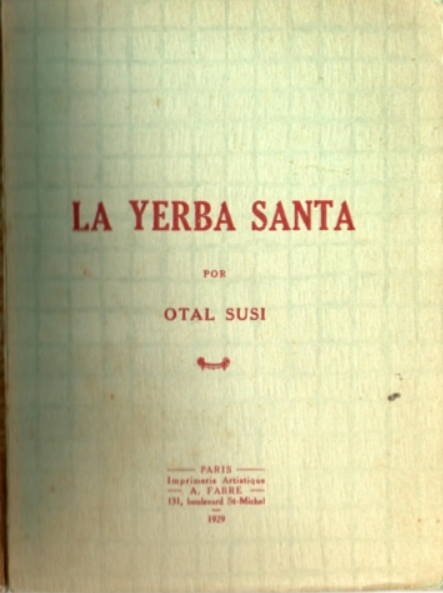
La Yerba Santa (1929), de Salustio González Rincones.
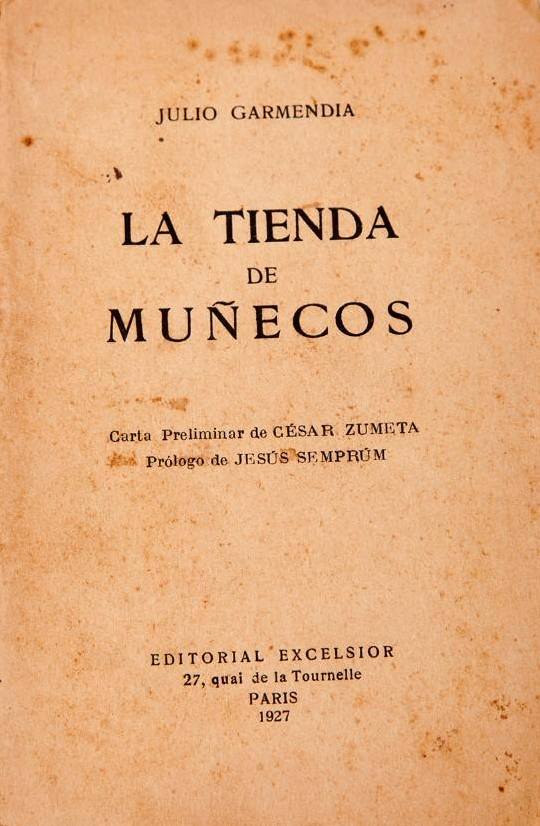
La tienda de muñecos (1927) de Julio Garmendia.
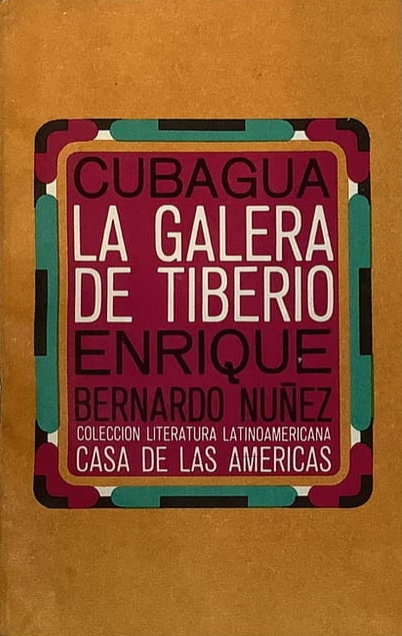
Edición compilada por Casa de las Américas en Cuba de las novelas Cubagua (1931) y La galera de Tiberio (1938) de Enrique Bernardo Núñez.

#### La irrupción de la distopía

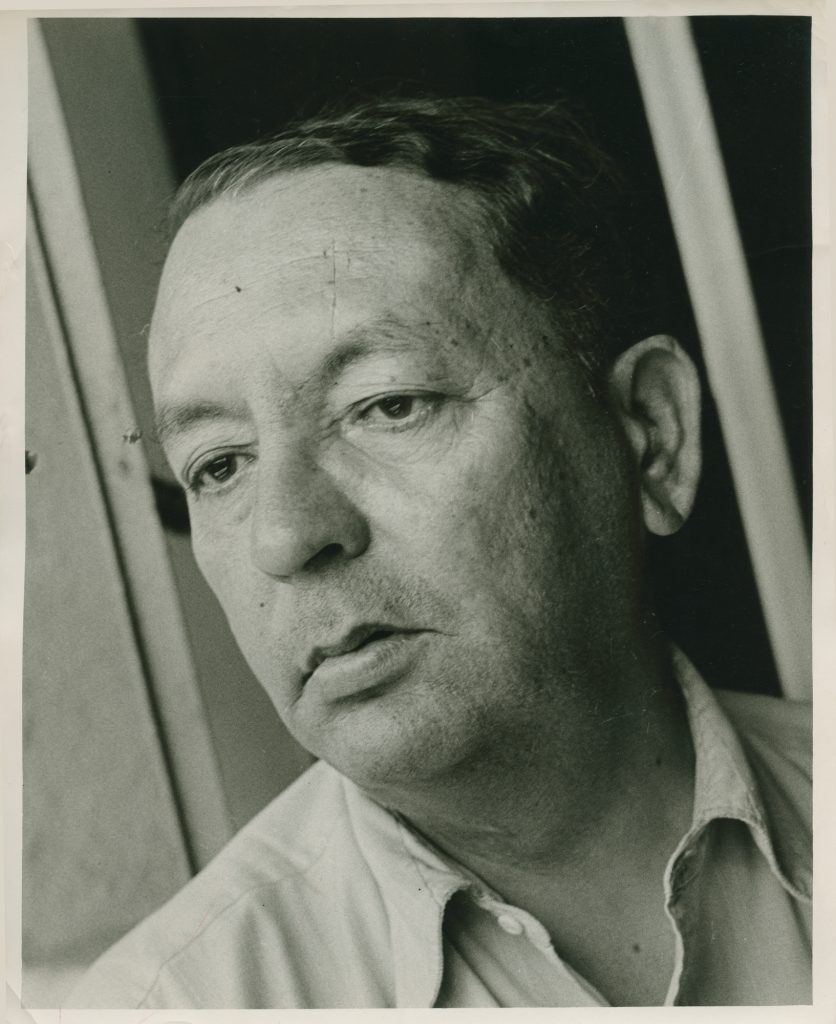
Enrique Bernardo Núñez.

Otro autor menos conocido es Blas Millán (seudónimo de Manuel Guillermo Díaz, 1900-1960), quien en 1925 publica el conjunto Otros cuentos frívolos, donde recoge Fragmento de una carta de Caracas escrita en el año de mil novecientos setenta y cinco (1975). Luego 1929 publica el relato La radiografía, que, en 1955, Guillermo Meneses, incluye este cuento en su legendaria y decenas de veces reeditada Antología del cuento venezolano. También publica Confidencias de un automovilista refinado, un relato cargado de erotismo hacia los automóviles que recuerda a Crash de J. G. Ballard.
La primera novela venezolana de ciencia ficción no llegaría hasta 1933. Publicada por Pepe Alemán, El regreso de Eva, una novela vanguardista, en la que se describe una distopía feminista, de alto desarrollo tecnológico. La novela ha sido reeditada en 2019 por la editorial El Perro y La Rana.
En 1938 se publica el libro de relatos La máquina de la felicidad, de Jesús Enrique Lossada. Como afirma Sandoval, "en varios de los textos que integran el volumen se contrasta el pensamiento mágico con teorías racionalistas, una suerte de campo de pruebas interpretativas sobre la realidad en la que abundan hechiceros, teósofos y curiosos de la parapsicología, pero también tecnólogos caseros, bibliófilos y eruditos. En esos relatos hay tramos de acento ensayístico en los que narradores o protagonistas exponen argumentos sobre diversos temas relacionados con el misterio de la vida y sus vínculos con los avances intelectuales y tecnológicos".El relato que da el título al libro lo protagoniza un mago-científico llamado Smerstrom, quien desde su castillo el mundo y gracias a su "vasta biblioteca y en el discernimiento que le proporciona el dominio de materias disímiles (ha ejercido la alquimia, la botánica, la astronomía), (...) decide corregir los entuertos causados por el hombre. Construye un artilugio en el cual dispositivos eléctricos, fluidos magnéticos y la simple volición activan un mecanismo que influye en el medio según el deseo de su operario."  Smerstrom elimina la tiranía, las religiones, la enfermedad y la pobreza y al eliminar todos estos males "con simples golpes de mente, pulsión de botones y rodar de manivelas, (...) se convence, ingenuamente, de que ha dado a los hombres un mundo feliz y perfecto".
Otro ejemplo importante de la literatura de ciencia ficción de la primera mitad del siglo XX es Enrique Bernardo Núñez (quien ya había incursionado en el género fantástico con Cubagua, de 1931) con su novela La galera de Tiberio, publicada en 1938. Esta novela muestra una América Latina en el futuro, utilizando el registro mítico e histórico.Así pues combina tres planos temporales (pasado, presente y futuro), mostrando una visión posible de Venezuela y del mundo. En la novela tiene un rol fundamental un anillo que posee la capacidad de cambiar el curso de los acontecimientos, y que ha sido propiedad de Tiberio, Fernando de Aragón, Carlos V, Felipe II o Juan de Austria, y que termina en manos de un almirante estadounidense.

#### Ciencia ficción y poesía de las primeras vanguardias
Así como Ramos Sucre estaría influenciado por el relato gótico, la mitología clásica y la literatura fantástica, al menos dos venezolanos incursionaron en la ciencia ficción a principios del siglo XX desde la poesía, influenciados por el futurismo y el ultraísmo: Salustio González Rincones con La Yerba Santa (Kiu Chibatsa), de 1929, que habla del fin de la civilización, inventa lenguas indígenas y hace referencias a un futuro lejano de viajes interplanetarios a Saturno y Marte, e incluso escribe en la lengua saturniana; y Andrés Eloy Blanco con el poemario distópico y futurista publicado en 1938, Baedeker 2000.
La Yerba Santa, de González Rincones es un libro vanguardista en el que "ejecuta un proceso de invención de lenguas indígenas a través de juegos de traducción y figuraciones con elementos internados en la cultura popular, llevando al límite la metatextualidad: cada poema en lengua indígena inventada posee a su vez dos versiones traducidas al español, en las que un traductor ficticio va generando notas al pie de las mismas; a la vez, González Rincones crea un poema en clave de ciencia ficción y textos que albergan sonoridades coloquiales y estructuras de corrido."
Sobre este libro dirá Jesús Sanoja Hernández: "Un caso similar al de La yerba santa no conocíamos, en cuanto a desafío de falsario, a invención traviesa, a divertimento".
 

Por otro lado, Baedeker 2000 es descrito por el propio Blanco en el prólogo de la siguiente manera:
En presencia del mundo indeseable, irrespirable, insoportable, en presencia de la realidad rechazada por el ser, el Poeta intenta la evasión; crea su mundo y se mete en él; ya no vive sino en él; ni un minuto más está en la cárcel. Ha creado la realidad deseable. Es una superrealidad, pero no aislada ni hermética. Con él quiere el Poeta que vivan todos los seres del mundo derrotado, en la realidad indeseable que le rodea y de la que está fuera de la Cárcel, por todas partes, rodeando a los pueblos transidos.
El título Baedeker 2000 es una referencia a las guías de viaje del alemán Karl Baedeker. Desde mediados del siglo XIX hasta principios del siglo XX, el vocablo baedeker era sinónimo de guía turística.Por lo que se trataría de una guía poético-turística o guía cartográfica del futuro.La edición mexicana de 1955 contaría con el prólogo de José Vasconcelos.

### Segunda mitad delsigloXX: consolidación del género

#### Años 50: lo experimental
La década de los 50 se caracterizó por la irrupción de una nueva vanguardia con interés por lo fantástico, lo abstracto, lo experimental, que tendría como máximo representante a Guillermo Meneses en la narrativa (La mano junto al muro, El falso cuaderno de Narciso Espejo), mientras que Alfredo Silva Estrada haría lo mismo para la poesía (dialogando la obra de Gego y la danza contemporánea de Sonia Sanoja). Sin bien su obra no puede catalogarse exactamente como de ciencia ficción, sino como fantástica, Meneses cambiaría la literatura de Venezuela e influenciaría a autores que sí incursionaron en el género (como es el caso de José Balza). Algunos otros autores que en esa época formaron parte del canon de lo fantástico son Oswaldo Trejo y Alfredo Armas Alfonzo.
En cuanto a la ciencia ficción propiamente dicha, en 1955, Francisco Aniceto Lugo publica la novela El primer viaje a la luna, la primera novela venezolana sobre viajes espaciales. En 1959, el escritor hispano-venezolano José García Bracho publica Don Quijote, Sancho y la era atómica, una novela en la que el protagonista huye de una catástrofe de dimensiones apocalípticas para refugiarse en el Caribe. Ese mismo año, Arez Najú (seudónimo de Juan Suárez), publica la novela ilustrada La civilización en Marte.

#### Años 60: lonew age
En 1961, el cineasta y narrador Mauricio Odremán publica su antología de relatos de ciencia ficción Cuentos extraños. En esa misma década escribe y dirige la película de ciencia ficción EFPEUM. Para Daniel Arella, Odremán daría inicio a una fase posmoderna y new age de la ciencia ficción venezolana.En 1962 publica Dos novelas fantásticas, "que consta de dos narraciones de ciencia ficción enmarcadas en el subgénero de la space opera."
En 1967, la poeta, narradora y dramaturga Ida Gramcko publica El jinete de la brisa, un libro extraño que contiene ensayos literarios, cuentos fantásticos y cuatro relatos de ciencia ficción: Difícil despertar (en el que la autora introduce el tema de los “injertologos”, que injertan animales, no plantas), El esfuerzo, el deseo (reve relato astral, que introduce curiosos conceptos: “Plastómico”, tela plástica realizada atómicamente; “Metabros”, libros que se leen sin esfuerzos visuales; “Almivia”, especie de jugo azucarado extraído del almíbar común y una savia agridulce de Estragona; “Acelmus”, especie de legumbre surgida de la combinación de nuestra acelga con un vegetal de Venus; y la “Psidicina”, especie de medicina psíquica inferior a la psicoterapia), Una flor benevolente (relato de ciencia ficción biológica), La materia o el fruto (una conversación entre el alma de “Trilada” y una fruta sobre el significado de la muerte). Gramcko ya había incursionado en la literatura fantástica en libros de poesía como La vara mágica (1948), Poemas de una psicótica (1964), en su novela Juan sin miedo (1956), y en sus obras de teatro Belén Silvera (1955), La hija de Juan Palomo (1955), María Lionza (1955) y La dama y el oso (1959).
José Balza se inicia en el género con la publicación de su cuento Zoología (Ejercicios narrativos, 1967) "donde se describe la reacción de un personaje ante la irrupción de un objeto extraterrestre, aunque los eventos están alejados de los tópicos de la invasión. Su aparición agónica y de corporalidad informe, permite la integración del alien a una de las ramas de la zoología: “Nada que temer —les gritó—. Aquí no hay inteligencia, es un ser primitivo que rodó accidentalmente desde otras galaxias. Esta gran masa es un cuerpo, no una invención y ni siquiera sabe moverse, está muriendo”".
Igualmente, en el año 1967, David Alizo publica la colección de cuentos llamada Quórum, que incluye varios relatos de ciencia ficción.De este libro destaca el relato Los convidados, "cuya temática desplaza el clásico motivo del doble hacía el tema del cíborg. El encuentro con un doble de semejanza casi idéntica al personaje narrador asume rasgos paródicos y perturbadores, en el instante en que descubre su identidad cíborg."Otros tópicos abordados por Alizo en esta antología son los androides, las máquinas del tiempo, la distopía 

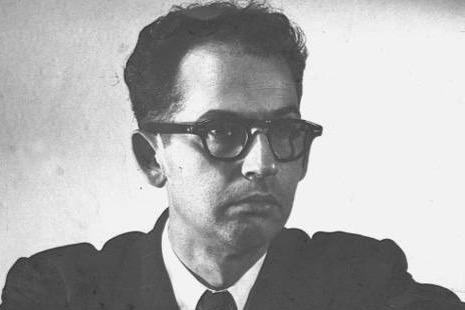
Guillermo Meneses.
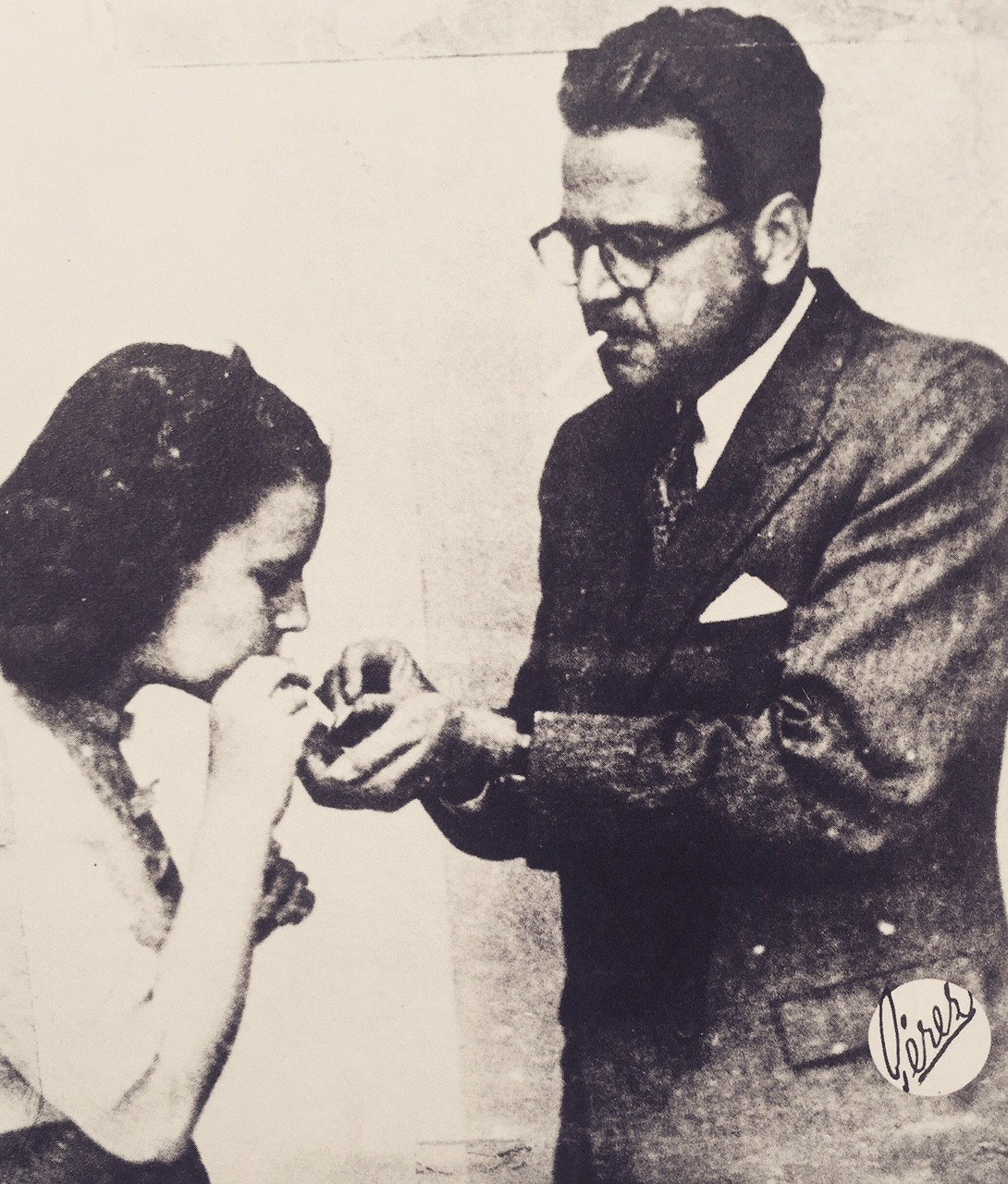
Ida Gramcko y Mariano Picón Salas.
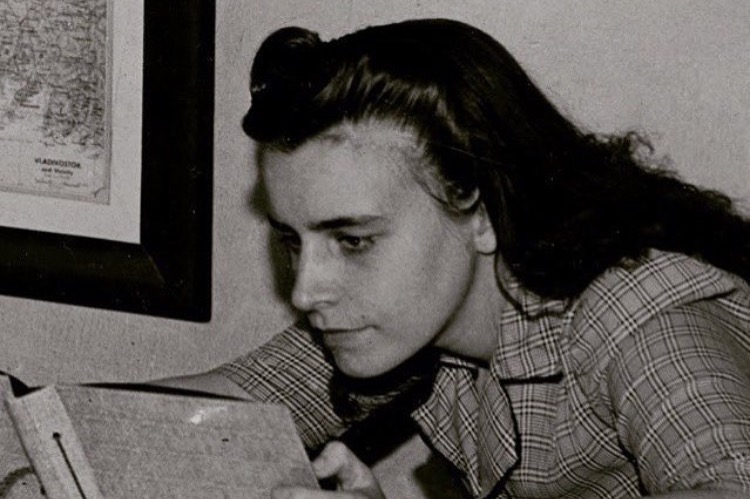
Ida Gramcko.

#### Años 70: Luis Britto García

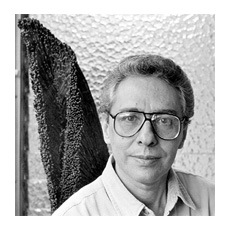
José Balza.

En 1970, Luis Britto García pública su libro de cuentos de ciencia ficción Rajatabla que resultó ganadora del Premio Casa de las Américas en La Habana. Es en honor a este libro que los integrantes del grupo de teatro "El Juglar", dirigido por Carlos Giménez, adoptaron como nombre "Rajatabla" y solicitaron al autor una pieza teatral, cuyos segmentos iba escribiendo a medida que avanzaban los ensayos.
También es del año 70 Racine en el aeropuerto, de José Balza. Para Arella, "Balza materializa —de nuevo— la visita de un alienígena en el año 3002, cuya misión y propósito consiste en salvar a su propia especie de la extinción, así como en encontrar y aprender un registro lingüístico que le permita dar a conocer todo el enorme conocimiento que ha almacenado durante el viaje para poder transmitirlo a los humanos. Antes de llegar a la Tierra ha aprendido francés en la nave gracias a la lectura de Fedra (1677) de Jean Racine (1639-1699), pero cuando, para su horror, descubre al llegar, que el lenguaje ha cambiado considerablemente desde el siglo xvii, la comunicación y las situaciones que se describen son cómicas."
En 1972, Pedro Berroeta escribió la novela de ciencia ficción La Salamandra.
En 1977, José Gregorio Bello Porras publica la colección: Andamiaje y Armando José Sequera escribe Me pareció que saltaba por el espacio como una hoja muerta. Este último libro contiene treinta y dos historias sobre una comunidad de astronautas venezolanos.
En 1979, el escritor cubano Julio E. Miranda editó la antología Ciencia-ficción venezolana que incluye, entre otros, los cuentos: Conspiración en Neo-Ucrania (1979) de Francisco de Venanzi; Racine en el Aeropuerto (1970) de José Balza; Jinetes de Luz (1970) de Humberto Mata; Inútil Redondo Seno (1973) de Pascual Estrada; y Valdemar Lunes, el Inmortal (1975) de Ednodio Quintero.
También destacan los libros de cuentos de Pascual Estrada Aznar, Rostro desvanecido memoria (1973) y Regreso a Ítaca (1979).
En 1979, Britto García regresa al género con la novela de ciencia ficción experimental Abrapalabra, libro con el que volvería a ganar el Premio Casa de las Américas.Más adelante, en 1980, su relato Futuro, perteneciente al libro Rajatabla, formará parte de la antología Lo mejor de la ciencia ficción latinoamericana, editada por Bernard Goorden y A. E. van Vogt.

#### Años 80: elfandom

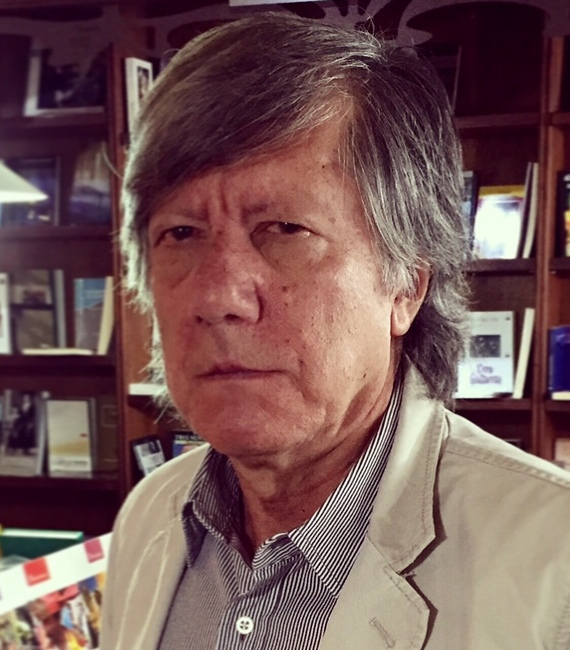
Ednodio Quintero.

En 1981, Eugenio Montejo publica El cuaderno de Blas Coll. Este libro "cuenta la historia de un tipógrafo de origen canario que arriba a las costas venezolanas en 1932, se establece en Puerto Malo (un pueblo de pocas calles y muchos barcos) y conforma una suerte de peña literaria con ribetes de sociedad secreta. No adrede —es justo decirlo—, sino en virtud de la materia que trajinaban." Montejo crea no solo una ciudad (Puerto Malo), sino un idioma (el español de Blas Coll, que ansía que el idioma vuelva a sus orígenes greco-latinos). A pesar de que no podemos describir El cuaderno como una novela de ciencia ficción, como ocurre con la obra de Meneses, es un libro que se encuentra en los límites del género. Más adelante, en 1995 y 2006 respectivamente, Montejo amplía el universo de Blas Coll con dos libros: El hacha de seda, firmado con el heterónimo Tomás Linden y La caza del relámpago, bajo el heterónimo Lino Cervantes. En este último libro, Montejo introduce el elemento de ciencia ficción el siguiente poema, titulado El robot:
Recorro la casa hablando solo, 
digo frases cifradas, asteriscos;
no sé qué estrella extinta
prolonga su tictac bajo mi cuerpo.

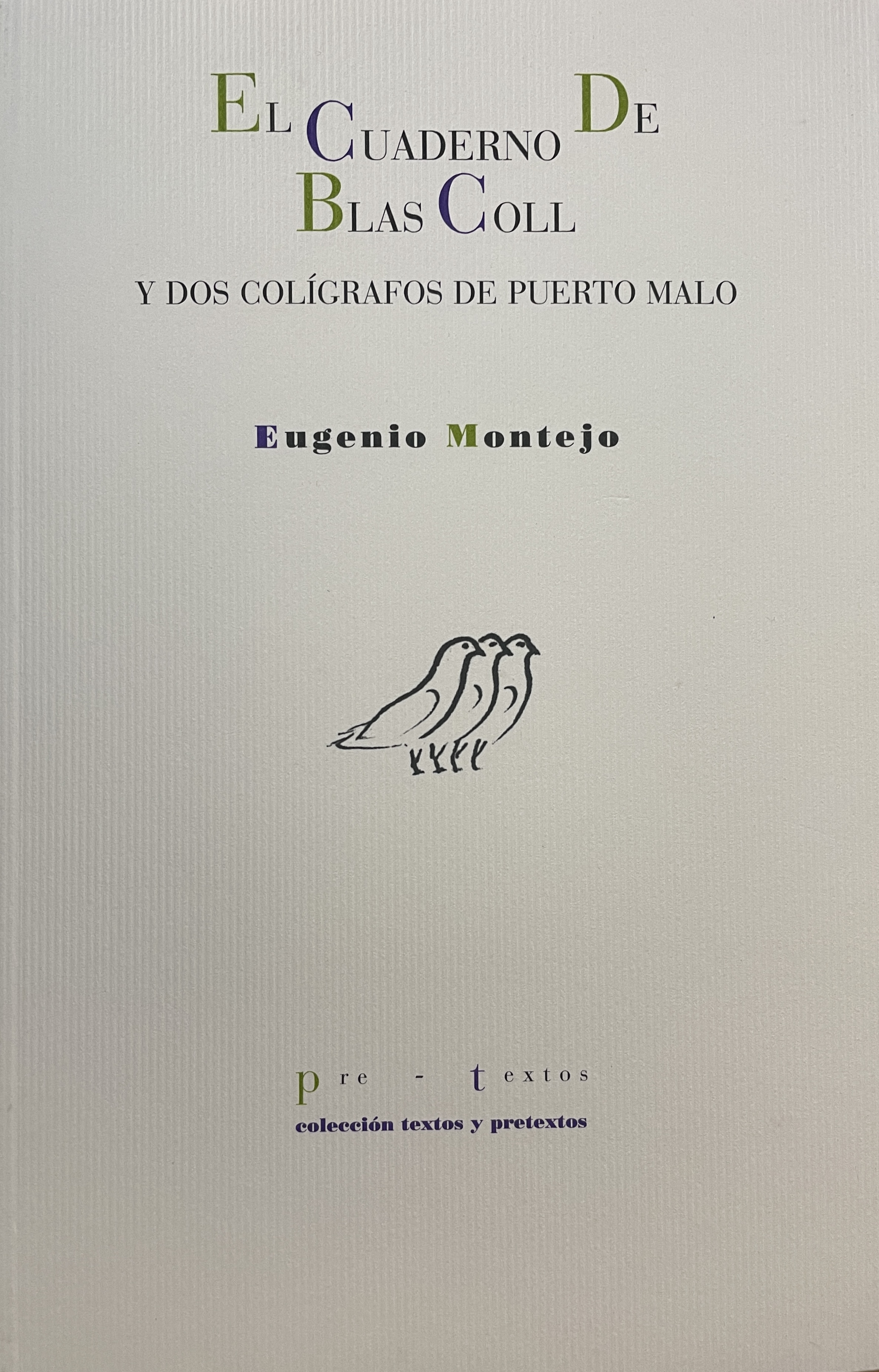
El cuaderno de Blas Coll, de Eugenio Montejo.

Llevo por nombre cuatro consonantes, 
soy poeta y robot.
No corro, me deslizo entre las cosas 
con cálculos geométricos.
Si alguna vez mentí fue por error mecánico, 
fatiga de metal, óxidos fríos.
-No tengo sentimientos.
He sido creado para un mundo de sombras 
donde se eclipsan las palabras, 
pero digo lo exacto en tiempo mínimo.
A veces, sin embargo, me quedo repitiendo, 
víctima de una falla de circuitos, 
la misma frase horas y horas. Por ejemplo:
¿Quién a mi siglo le pide poesía?
¿Quién a mi siglo le pide poesía?
¿Quién a mi siglo le pide poesía?

¿Quién a mi siglo...?

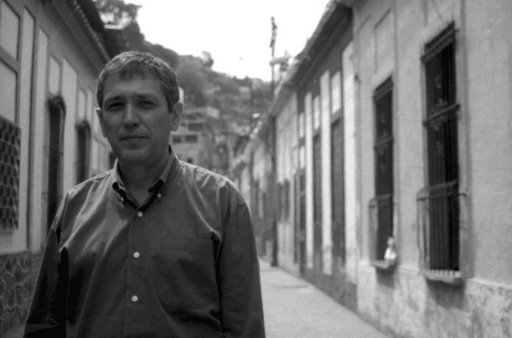
Israel Centeno.

En 1983, José Balza volverá a la ciencia ficción con su novela distópica Percusión. Percusión, considerada por muchos como la obra cumbre de Balza, es una historia que combina el tránsito entre la utopía y la distopía.Se trata de una novela visionaria, que trata muchos temas polémicos en su tiempo, como las nuevas masculinidades, las relaciones poliamorosas, el homoerotismo, la liberación sexual, la identidad de género y las infecciones de transmisión sexual.
Desde el humor, podemos también destacar la obra de Otrova Gomas (heterónimo de Jaime Ballestas), quien publica ese mismo año El jardín de los inventos.
En la década de 1980 nace una nueva generación fuertemente influenciados por la ciencia ficción clásica. Dos grupos de aficionados fundaron clubes de ciencia ficción en distintas universidades: UBIK, fundada en 1984 por alumnos de la Universidad Simón Bolívar (que luego, a partir de 1997 se convertiría en la Asociación Venezolana de Ciencia Ficción y Fantasía, AVCFF) y ALFA en la Universidad Central de Venezuela. El primero de ellos sigue activo en la actualidad. 
Esos clubes fueron campo de entrenamiento de varios jóvenes escritores de cuento, y de cuatro escritores de ciencia ficción: Jorge De Abreu, Jorge Gómez Jiménez, Susana Sussmann y Ronald Delgado, quienes junto a otros novelistas modernos constituyen el panorama de la ciencia ficción venezolana actual.
Gabriel Jiménez Emán publica en 1987 Relatos de otro mundo, en el que aparecen relatos como La novia mecánica y La planta. También en su obra posterior se pueden detectar varios textos adscritos plenamente al género, como 1984 y La pirámide y el guetto, dedicado a Ray Bradbury e incluido en el libro Tramas imaginarias (1990).
Es destacable también la antología Fantasmas computarizados (1988), que recoge el relato 2084 del filósofo Juan Nuño (1927-1995). Aparecen también relatos de Saúl Godoy, Axel Capriles, Carina Esté y M. S. Pérez Schael. Para Arella, "la originalidad de la antología radica en que por primera vez en Venezuela aparecen narraciones donde los humanos se constituyen en usuarios de los primeros ordenadores de mesa. El impacto que resulta, en un principio, de la proximidad de los ordenadores en la década de los 80, despuntó toda una colisión de consecuencias ficcionales que posibilitaron la integración con la tecnología a partir de desenlaces en que las situaciones jocosas".

#### Años 90
En la década de los noventa y hasta los primeros años del nuevo milenio varios autores incursionan en el género, como es el caso de Juan Carlos Méndez Guédez con el cuento Bradburyana (en Historia de un edificio, 1994), de Óscar Marcano con el libro de relatos Cuartel de invierno (1994) y de Roberto Echeto con el cuento El cohete (en Breviario galante).
Para finales de los noventa, Ana Teresa Torres explora el tema de los viajes en el tiempo con su novela Malena de cinco mundos.La protagonista de esta novela, Malena, se defiende ante los Señores del Destino, desarrollando una crítica feminista a la condición de la mujer a lo largo de la historia. Torres volvería al género de la ciencia ficción más adelante con novelas como Nocturama y Diorama.
También de finales del siglo XX destaca la novela ¡Alto, no respire! (1999) de Iliana Gómez, que resultaría finalista en el Premio Rómulo Gallegos. La novela "nos presenta un universo dickiano en el que aparecen mundos simultáneos de los que se sirve para llevar a cabo una crítica del sistema sanitario. Iliana Gómez escoge el formato del dietario para darle voz a las vivencias de una joven ingresada por tuberculosis, cuya desesperación va en aumento por la ausencia de un desarrollo científico y tecnológico que permita una vacuna".

### sigloXXI:new weird, utopía y distopía

#### El resurgimiento de las distopías
Para Carlos Sandoval, el contexto de represión política y crisis económica de finales del siglo XX y principios del XXI durante la revolución bolivariana, puede haber traído como consecuencia el resurgimiento del género distópico. También Daniel Fermín resalta el auge de la distopía venezolana durante el siglo XXI.
Algunos de los representantes actuales de la ciencia ficción venezolana que se han aproximado al género distópico son Ana Teresa Torres (Nocturama, 2006, y Diorama, 2021), Doménico Chiappe (Entrevista a Mailer Daemon, 2007), Gustavo Valle (Bajo tierra, 2009), Fedosy Santaella (Las peripecias inéditas de Teofilus Jones, 2009 y Hopper en el fin del mundo, 2021), Raquel Abend van Dalen (Andor, 2013), Alberto Barrera Tyszka (Mujeres que matan, 2015) Camilo Pino (Mandrágora, 2016), Ednodio Quintero (El amor es más frío que la muerte, 2017), Carl Zitelmann (Choro 2021: Una distopía bolivariana, 2019), Eduardo Sánchez Rugeles (El síndrome de Lisboa, 2019), Luis Enrique Belmonte (Archeus, 2020), Miguel Antonio Guevara (Los pájaros prisioneros solo comen alpiste, 2020), Israel Centeno (Jinete a pie, 2014 y El arreo de los vientos, 2021), Juan Carlos Chirinos (Gemelas, 2013, Los cielos de curumo, 2019, Renacen las sombras, 2021), Karina Sainz Borgo (El Tercer País, 2021), Edgar Borges (Enjambre, 2020, Ser gato, 2021, y Figuras, 2023).

#### La Jauría Intergalácticauna ciencia ficción periférica y fronteriza

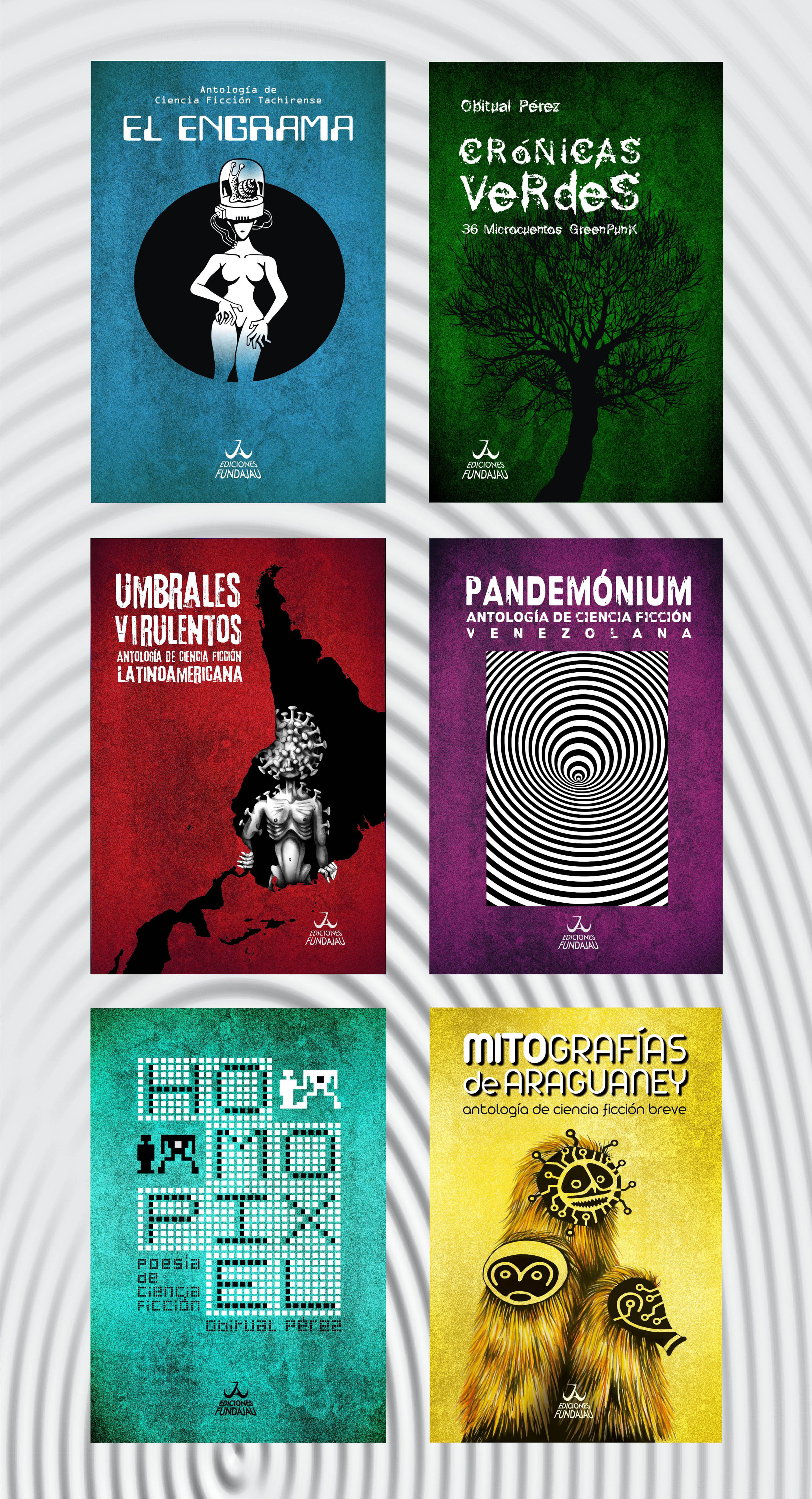
Algunos títulos de la serie La Jauría Intergaláctica

En un país marcado por el centralismo, donde la historiografía se hace desde la capital, generalmente obviando el resto del país o haciendo someras menciones para tratar de ser inclusivos, es raro que en un estado fronterizo como lo es Táchira, surgiese un proyecto editorial dedicado a la ciencia ficción. Esta iniciativa la toma una fundación llamada Jóvenes Artistas Urbanos (FundaJAU) quienes lanzan en 2018 una serie titulada La Jauría Intergaláctica, la cual lleva una decena de títulos dedicados al género. 
Iniciaron con una antología de ciencia ficción tachirense (segunda antología de ciencia ficción realizada en dicho estado) titulada El Engrama, en 2020 publicaron una antología latinoamericana titulada Umbrales virulentos donde participaron figuras muy visibles de la ciencia ficción latinoamericana actual, como los cubanos Maielis González y Erick J. Mota o la argentina Alejandra Decurgez. 
También han publicado varias antologías nacionales entre ellas: Pandemónium (2021), Antología histriónica (2022) y Mitografías de araguaney (2023). Lo interesante de esta serie es que ha explorado distintas formas literarias entre ellas: el micro relato, el cuento breve, la poesía de ciencia ficción, el cifaiku, la dramaturgia y la noveleta. También antologaron los cuentos de ciencia ficción de Carlos Domingo Núñez (Los Sustitutos, 2022) un autor poco conocido de la ciencia ficción venezolana del siglo XX. Este grupo de cienciaficcionarios está integrado por: Ave (Annie Vásquez), Wild Parra, Obitual Pérez, Norelsy Lima, Yvess Bass, Omar González, Edgar Germayed Cuéllar, Cristian Soto y César León, entre otros.

#### Lo raro o elnew weirdy la creación de nuevas subjetividades

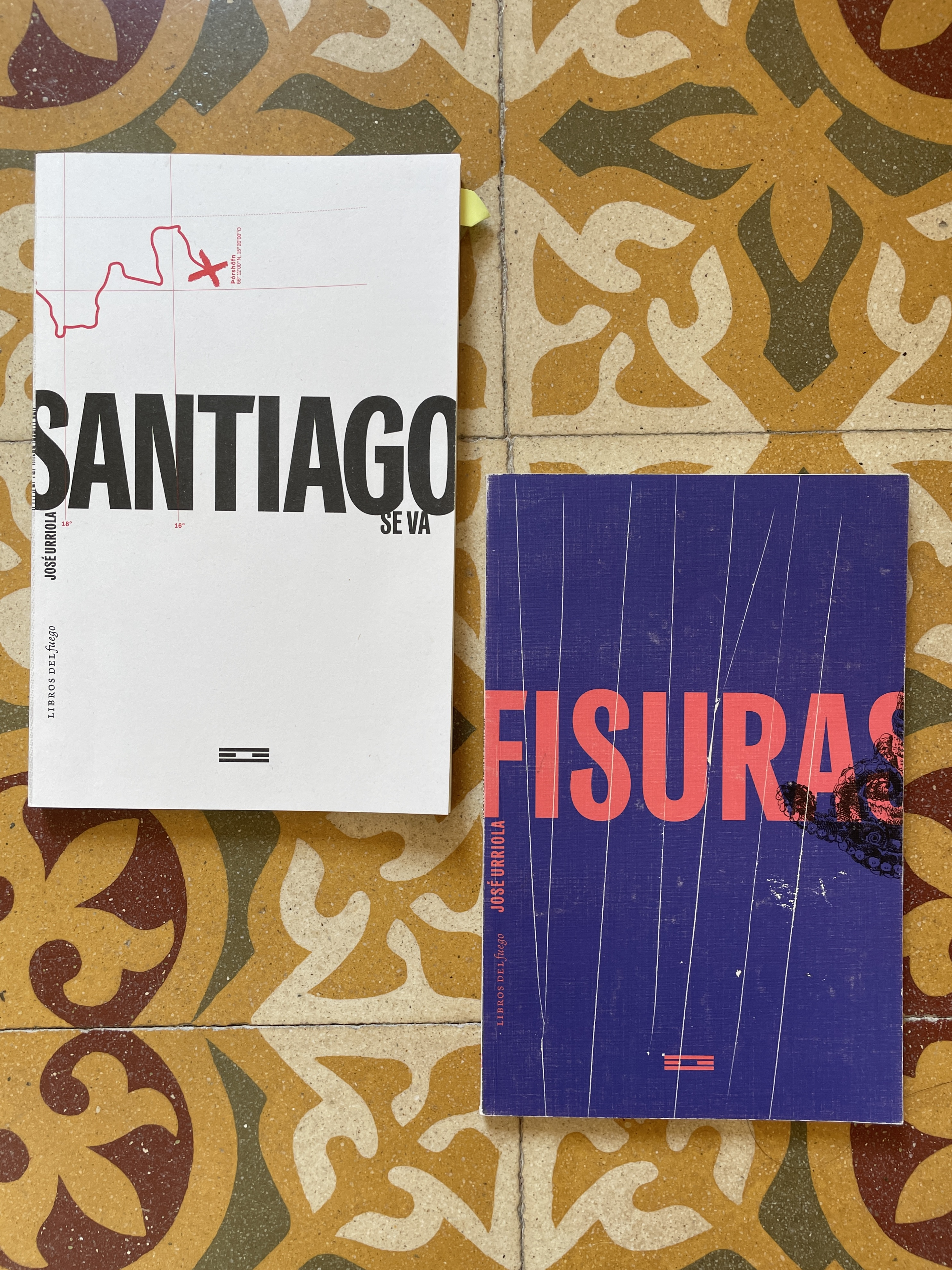
Santiago se va y Fisuras, del escritor venezolano José Urriola.

Autores como José Urriola (desde el relato y la novela), Jacobo Villalobos (desde el cuento), Jairo Rojas (desde la poesía), Enza García Arreaza (desde el cuento y la poesía), Loredana Volpe (desde el teatro y la poesía lovecraftianos), Daniel Arella (desde el cuento y la poesía), Natasha Rangel (desde el cuento y la novela) abordan una nueva ficción rara, inquietante, cuya pretensión es más una exploración del espacio interior que del exterior. 
En este sentido cabe destacar las novelas Santiago se va y Fisuras, de José Urriola, así como las obras de teatro La habitación cerrada e Isekai de Loredana Volpe. También es importante mencionar a Rafael Baralt Lovera, con Identidad compartida (2015), "primera novela venezolana publicada en la Colección Nova de Ediciones B, cuya temática se centra en la clonación a partir de una historia conmovedora entre un padre y su hijo". Otros autores contemporáneos que cultivan las literatura de ciencia ficción son Ricardo Riera, Olga C. Morett o Paco Giommi.
Estos autores han tratado tan diversos como las máquinas imposibles, los viajes en el tiempo o la realidad virtual, tomando como referencia a autores como Alfred Jarry, Lovecraft o Bradbury. Algunos de los temas más recurrentes en la literatura de ciencia ficción venezolana contemporánea son: lo posthumano, el indigenismo, el afrofuturismo, las modificaciones del cuerpo, la cibernética, el post-chamanismo, lo mítico.

#### Las revistas y antologías
En la actualidad hay un gran interés en rescatar, investigar y antologar las obras de ciencia ficción venezolanas desde su surgimiento en el siglo XIX hasta nuestros días. En este sentido, la Fundación Editorial El perro y La Rana, ha recuperado clásicos venezolanos de la ciencia ficción como El regreso de Eva de Pepe Alemán, El primer viaje a la luna de Francisco Aniceto Lugo,Don Quijote, Sancho y la era atómica de José García Bracho,La civilización en Marte de Arez Najú (seudónimo de Juan Suárez),Me pareció que saltaba por el espacio como una hoja muerta de Armando José Sequera o los Cuentos extraños de Mauricio Odremán.
También es importante destacar la participación de Carlos Sandoval y Daniel Arella en el libro Historia de la ciencia ficción Latinoamericana, volúmenes I y II, donde se lleva a cabo una investigación sobre la ciencia ficción venezolana de los siglos XIX, XX y XXI.
En las últimas cuatro décadas han nacido y han muerto varias revistas de ciencia ficción venezolanas y posteriormente E-Zines. Algunas de estas revistas son: 
- Cygnus, editada entre 1986 y 1994 por UBIK Club de Ciencia Ficción (luego Asociación Venezolana de Ciencia Ficción y Fantasía),
- La Gaceta de UBIK, editada entre 1988 y 1999 por UBIK Club de Ciencia Ficción (luego Asociación Venezolana de Ciencia Ficción y Fantasía),
- Necronomicón, editado entre 1993 y 1995 por UBIK Club de Ciencia Ficción (luego Asociación Venezolana de Ciencia Ficción y Fantasía),
- Historia Universal, editada entre 1997 y 2000 por Asociación Venezolana de Ciencia Ficción y Fantasía,
- Desde el Lado Oscurso, editada entre 1998 y 2014, editada por Juan Carlos Aguilar,
- Tlön, editado por Fondo Editorial El Perro y La Rana entre 2010 y 2011.[59][83]
- Revista ÍO, editada desde 2020 en Cali por el escritor venezolano Daniel Arella.

Algunas de las antologías llevabas a cabo en los últimos años son:
- 2015: 12 grados de latitud norte. Antología de Ciencia Ficción Venezolana. Caracas: Asociación Venezolana de Ciencia Ficción y Fantasía,
- 2015: El rastro de Lovecraft: Cuentos misteriosos y fantásticos (Carlos Sandoval ed.). Caracas: Alfaguara,
- 2015: Relatos pioneros de la ciencia ficción latinoamericana (Daniel Arella ed.). Caracas: Fundación editorial El perro y la Rana,
- 2017: Tiempos Oscuros: Un panorama del fantástico internacional #8 Especial Venezuela (Ricardo Acevedo Esplugas ed., Carmen Rosa Signes Urrea ed., ilustraciones de  Juan Raffo y Jesus Rodriguez Perez ),[84][85]
- 2022: Inventus: Antología de ciencia ficción (Claudia Mauro, José Urriola ed., ilustraciones de Mafe Izaguirre),
- 2023: Fractal: Antología de ciencia ficción (Claudia Mauro, José Urriola ed., ilustraciones de Mafe Izaguirre),
- 2024: Artificium: Antología de ciencia ficción latinoamericana (Mafe Izaguirre, José Urriola ed., ilustraciones de Mafe Izaguirre). Nueva York: Turn Lab.

## Cómic y novela gráfica
Uno de los primeros ejemplos de literatura gráfica del país se encuentra en el semanario Fantoches, fundado en 1923 por el poeta e ilustrador Leoncio Martínez. Martínez ya había colaborado como caricaturista para la revista El Cojo Ilustrado y para el diario El Universal. En Fantoches podemos observar una serie de personajes fantásticos como Pinocho, así como fantasmas, animales que hablan y situaciones absurdas.
Sin embargo, uno de los primeros ejemplos de ciencia ficción dentro de la novela gráfica y el cómic, lo encontramos en la novela La civilización en Marte de Arez Najú, ilustrada por el mismo autor en 1959.
En la década de los 60 se publica el cómic clandestino Una extraña historia de ficción científica… LA EXTRAORDINARIA MÁQUINA DEL PROFESOR VAN ROMULIK.
También es importante destacar revistas como El Gallo Pelón en la década de los 50 hasta los años 70, o El sádico ilustrado a partir de los 70, en la que participaron, entre otros, autores como Elisa Lerner, Salvador Garmendia, Luis Britto García y artistas gráficos como Jacobo Borges o Pedro León Zapata. También de los años 70 es el cómic de superhéroes Capitán Guayana.
En la actualidad se puede destacar la obra de Alexis Ziritt (ilustrador de Space Riders y Night Hunters), Carlos Giffoni (guionista de Space Riders). Space Riders es una novela gráfica en tres volúmenes que narra las aventuras de los tripulantes de la Santa Muerte, una nave espacial en forma de calavera. En el camino encontrarán ballenas cósmicas y personajes como Doña Bárbara o María Lionza.Por otro lado, Night Hunters, escrita junto con Dave Baker, es una obra distópica y cyberpunk que tiene lugar en una Caracas del futuro.
También destaca la obra de Mauro «Pupo» Salmaso (ilustrador y escritor de Son Vistos Como Zombis), del novelista e ilustrador Lucas García, del artista visual Carlos Luis Sánchez Becerra (conocido su seudónimo Majenye), o del escritor Wilfredo Machado (La noche de Prometeo).

## Cine

### sigloXX
En la historia del cine venezolano a predominado el cine realista de contenido social. Sin embargo, ha habido algunas excepciones tanto de género fantástico como de ciencia ficción. 
El cine surrealista y de género fantástico han sido un poco más prolíficos que el de ciencia ficción, desde la primera película sonora venezolana, La Venus de Nácar, dirigida por Efraín Gómez en 1932, hasta ejemplos más recientes como La metamorfosis (1962) de Ángel Hurtado, basada en la novela de Franz Kafka, en su traducción por Jorge Luis Borges, la Trilogía americana de Diego Rísquez (Bolívar, sinfonía tropikal de 1979, Orinoko, nuevo mundo de 1984, Amérika, terra incógnita de 1988), La casa del fin de los tiempos (2013) de Alejandro Hidalgo, o El vampiro del lago (2018) de Carl Zitelmann.
Sin embargo, podemos encontrar algunos ejemplos. En el año de 1965, Mauricio Odremán estrena su película EFPEUM. Esta película, que puede ser catalogada como la primera película de ciencia ficción venezolana, nació prematuramente en una Venezuela que aún no había despertado del realismo, y que apenas comenzaba a aceptar el realismo mágico como un elemento de la cultura del venezolano. Esta película relata del deseo de construir una máquina imposible, la "estructura funcional para encontrarse no mismo", una especia de obra arquitectónica-alquímica.La alquimia será un tema recurrente en la obra cinematográfica, literaria y plástica de Odremán.

Odremán comenta en su novela fantástica-autobiográfica El día que todo haga Paff (1977) lo ocurrido con su película:
"...En esos días terminé el rodaje de la película de ciencia-ficción. Cuando la estrenaron, en ese recinto siniestro llamado Cinemateca, no asistí en presencia física, pero desdoblado y desde el astral procuré escuchar los comentarios. - "la Película más loca del año"- dijeron algunos, pero nadie comprendió el asunto del arquitecto con su Estructura-funcional-para-Encontrarse-uno-Mismo. Todo el mundo se rió a carcajadas y al parecer, los espectadores se divirtieron mucho, de lo lindo; mi intención no había sido realizar un film cómico, pero así resultó y eso era el éxito. Nunca más supe de "Efpeum", quedó en manos de los productores que la habrán enlatado y la tendrán debajo de un escritorio como hacen todos los negociantes en películas por estos lados del Atlántico..."
En 1970 Odremán escribió el guion para el largometraje de Arturo Plascencia Huyendo del sismo. Se trata de una película película medio camino entre la ciencia ficción y lo fantástico y metafísico rodada en la ciudad de Mérida.
Algunas películas de Román Chalbaud juegan con el género, introduciendo elementos utópico-distópicos, como es el caso de La oveja negra (1987), o distópico-apocalípticos, como es el caso de Pandemonium, la capital del infierno (1997).
En 1999, Marité Ugás y Mariana Rondón escribieron y dirigieron A la media noche y media, una película apocalíptica, en la que una pareja vive una relación amorosa en el fin del mundo.

### sigloXXI
En el año 2019, se funda en San Cristóbal el Festival El Grito, dedicado a la ciencia ficción, el horror y el fantástico.En 2019 Flavio Pedota dirige la película de zombis Infección. En 2021, Nico Manzano dirige Yo y las bestias, una película a medio camino entre lo fantástico y la distopía. La película resultó ganadora de tres de los seis premios de posproducción otorgados por Ventana Sur 2020. Luego de culminar la película gracias a los galardones, se produce en una misma semana su estreno mundial y latinoamericano, en la selección oficial del Festival Internacional de Cine de Mar del Plata 2021, en Argentina, y Tallin Black Nights FF 2021, en Estonia.La película también fue presentada en los festivales Belo Horizonte, en Brasil; Chicago Latino; Norient Film Festival, en Suiza; Neighboring Scenes: New Latin American Cinema (Nueva York); Cine Las Américas International (Texas) y Cartagena (Colombia), entre otros.Luego de diversos festivales y muestras posteriores en Francia, Estados Unidos, Polonia, Colombia, Suiza, Brasil y México, la ópera prima de Nico Manzano se alzó con el premio al mejor director en el Festival Internacional de Kimolos 2022, en Grecia, el trofeo de la audiencia en el Festival Rizoma 2022, en España, mejor película y mejor banda sonora en el Soundscreen Film Festival 2022, en Italia, y fue premiada con cinco estatuillas en el Festival del cine venezolano 2022, incluyendo mejor película, mejor director y mejor banda sonora. Además, fue incluida en la lista de las “mejores películas latinoamericanas de 2022” de Cinema Tropical, organización sin fines de lucro dedicada a la promoción del cine latinoamericano.En 2022, José Ignacio Sa dirige el largometraje venezolano de ciencia ficción, La jaula.

## Artes plásticas

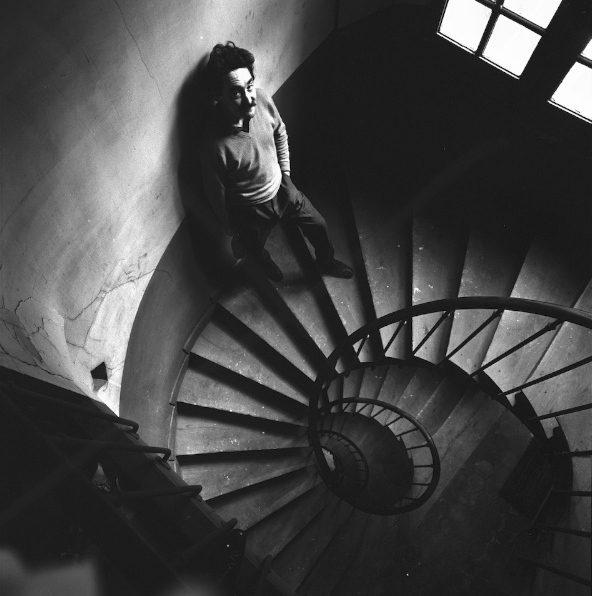
Jesús Soto fotografiado por Lothar Wolleh.

Si bien difícilmente podemos hablar de una pintura o una escultura de ciencia ficción, es importante destacar a artistas que han compartido inquietudes con los escritores o cineastas de este género. 

Éste ha sido el caso de algunos exponentes del ensamblaje y la instalación como Armando Reverón o Elsa Gramcko, o los miembros del grupo Los disidentes, que dieron inicio en 1945 a experimentaciones en el arte neofigurativo, del abstracto, del futurismo, el arte cinético y de otras corrientes del arte contemporáneo; rompieron con el figurativismo y renovaron la pintura venezolana tradicional signada por la tendencia de El Círculo de Bellas Artes y la Escuela Paisajista de Caracas. Entre sus miembros se encontraban Alejandro Otero (1921–1990), Mateo Manaure (1926–2018) y Jesús Rafael Soto (1923-2005). Algunos escritores que experimentaron con la abstracción como Guillermo Meneses y Alfredo Silva Estrada se vieron influenciados por las propuestas de Los disidentes.

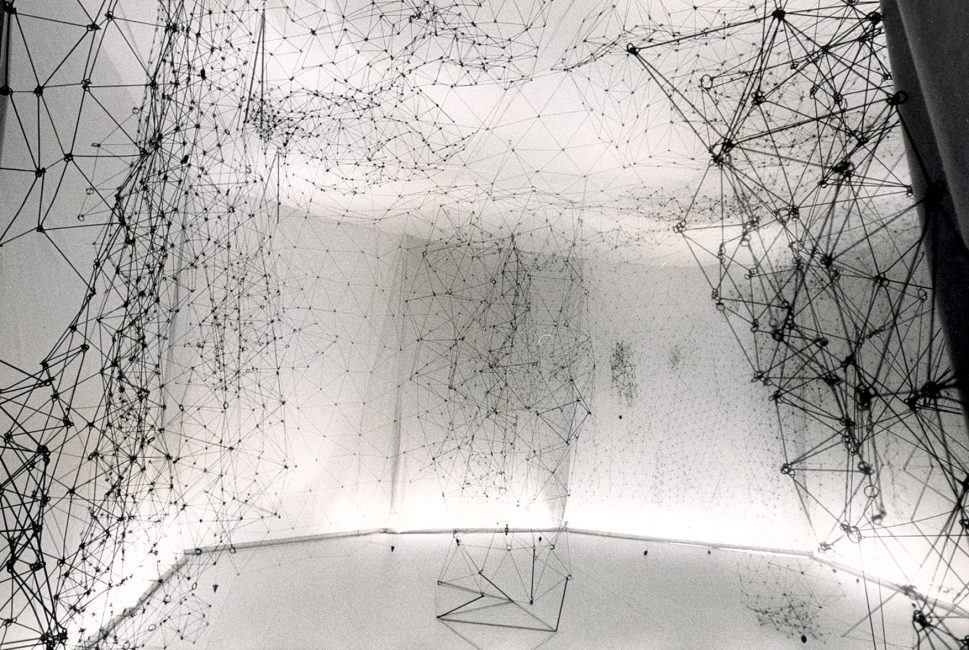
Reticulárea de Gego.

También podemos destacar a Alirio Rodríguez, cuya obra neofigurativa de carácter "cósmico" y futurista, como él mismo confiesa en su libro Carta a nadie, fue influenciada por estudiosos de la cibernética como Aurel David o Norbert Wiener, y la literatura de ciencia ficción de autores como Aldous Huxley, George Orwell, Ward Moore, Ray Bradbury o Poul Anderson, así como de la ciencia ficción rusa.
También es el caso Gego y sus reticuláreas, como una especie de tejido del universo, así como la obra electrocinética de Elías Crespin y en particular su obra L'Onde du Midi, expuesta en el Museo del Louvre.
De igual forma, hay que destacar la obra de Pancho Quilici, llena de referencias arquitectónicas, paisajes poblados por seres fantásticos, paisajes simbólicos y abandonados, de formas geométricas que recuerdan a Escher o Piranesi, y que Juan Calzadilla ha descrito como de "una visión surrealista que, en su amplitud focal, roza la ciencia ficción y la alquimia".
Más recientemente, podemos mencionar a artistas como Suwon Lee, que en sus series Study of Light y How to Measure Time, cuyas obras forman parte de la colección Patricia Phelps de Cisneros del MoMA, toman como referencia la obra de Jorge Luis Borges.Así mismo, podemos destacar la obra de Mafe Izaguirre, cuyas máquinas sensibles son "una serie de organismos híbridos que alteran y amplifican su inteligencia y la convierten en una entidad híbrida" y se encuentran inspiradas por las ideas del posthumanismo.

## Música

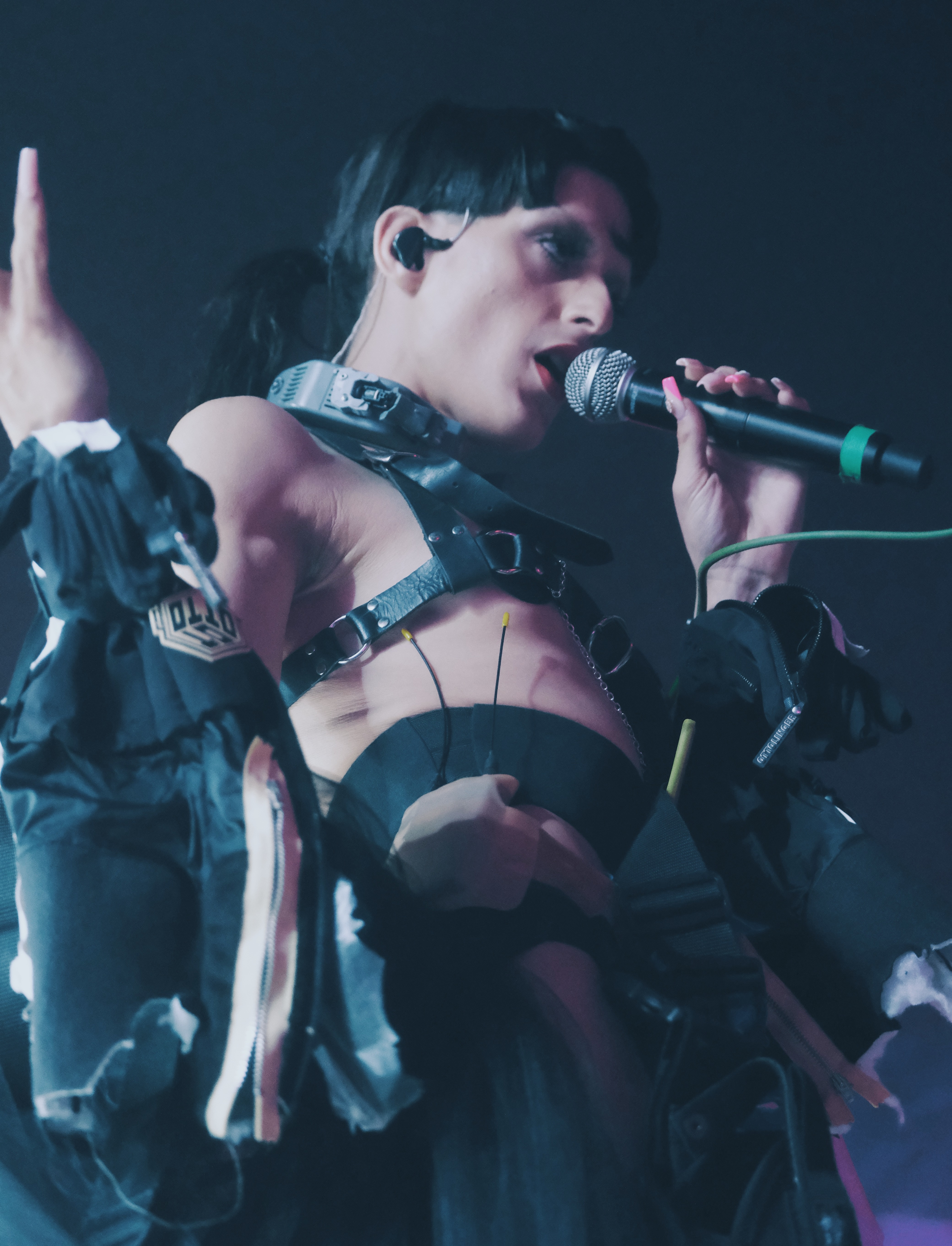
Arca.

### Vytas Brenner, Ángel Rada y Oksana Linde: los sonidos del espacio
La experimentación de La música electrónica de los años 70 y 80 venezolana también tiene una influencia importante de la ciencia ficción, como es el caso de Vytas Brenner, Oksana Linde, Ángel Rada, Miguel Noya, Musikautomatika, Vinicio Adames, Polyburó, Adina Izarra, Oscar Caraballo, Aitor Goyarrola, Daniel Grau y Jacky Schreiber.
Vytas Brenner comienza su carrera en los años 70 con su disco La Ofrenda de Vytas, donde experimenta combinando instrumentos eléctricos y electrónicos (Moog), con instrumentos acústicos y el piano y combinando rock sinfónico, y temas tradicionales venezolanos.
Por su parte, Ángel Rada, quien en los 70 y 80 empieza a experimentar musicalmente lo que él denomina una fusión de psicodelia y tecnología. Rada se mudó a Alemania para estudiar electroacústica e ingeniería química en la Universidad de Lübeck. Allí conoció el Moog Modular, de la mano de Klaus Schulze, en ese entonces miembro de Tangerine Dream. Para Rada, "estar en contacto con estudiantes de ciencias en la Facultad de Ingeniería también fue una influencia clave para mí a nivel conceptual. Comencé a darme cuenta de que en el universo nada se detiene, todo cambia de un estado a otro y cada objeto se forma moviendo átomos que intercambian electrones. Mi percepción evolucionó a una segunda etapa centrada en la relación entre la física cuántica y el budismo, indicada por Fritjof Capra en The Tao of Physics, por ejemplo. En un momento dado llegué a la conclusión de que la música electrónica era fría y puramente tecnológica, pero la música, evidentemente, ya era más que eso para mí. El sonido de los anillos del planeta Saturno, captado por el satélite Cassini, nos dice que el Universo tiene sus propios sonidos, como Isao Tomita ha capturado en sus álbumes. Consideré que la música podría ser el lenguaje sonoro del Universo, y muchos de sus sonidos proceden de la observación de un entorno particular. Como compositor, este nuevo mundo mágico era necesario, así que pensé en crear un concepto de etnia y sonido, que llamé Ethnosonics, que involucrara instrumentos musicales, algunos de ellos ancestrales. Entonces, con un sampler, una de mis principales herramientas digitales desde entonces, capturé instrumentos indígenas para recrearlos o crear otros nuevos. Etnosonics es un concepto científico y artístico, podría incluir arqueología, paleontología, física cuántica, espiritualidad, psicología, psiquiatría y seguramente puedo decir que ha dividido la línea de tiempo de mi trabajo, mi desviación definitiva de la música electrónica."
Para el compositor Miguel Noya, hay una clara relación entre la música electrónica y la ciencia ficción. Dice: "no se pueden pasar por alto los efectos de series como Perdidos en el Espacio o Los Supersónicos, que ahora son un paso más allá de Forbidden Planet y de otras películas de los cincuenta, a partir de las cuales se implantaron las sonoridades del Theremin y el Trautonium en el consciente colectivo. Después de este fenómeno, y ya en los setenta, de nuevo el cine define más lo que mediáticamente se produce y las sonoridades que se usarán o que tratarán de involucrarse en las nuevas propuestas musicales. Se puede ver entonces que los ARP, en competencia con los Moog, se transforman en la voz de un robot en La Guerra de las Galaxias, o en la melodía que nos comunica con una especie de hermanos espaciales que nos visitan para contactarnos en Encuentros Cercanos del Tercer Tipo, o en la que puede considerarse como primera obra de música electrónica de gran formato, como es la banda de sonido de THX113848. Este acercamiento cine-música electrónica no es originaria de estas décadas, debe recordarse que los primeros que asumen la música electrónica son los productores de las primeras películas de ciencia ficción."En 1984 Noya lanza su primer LP, Gran Sabana, descrito como "deep sci-fi-synthesis exploration". Le seguirá Esferas Vivientes (1986), donde explora los ritmos indígenas venezolanos y posteriormente Psycho-Music (1989), en el que explora la influencia de la música en la psique humana.
En los años 80 Oksana Linde dejó su trabajo como investigadora y adquirió un sintetizador Polymoog, una grabadora de carrete abierto Teac, y un Moog Source, y comenzó componer sus primeras piezas. Más adelante utilizaría también un mezclador de 16 canales, una Roland Tape Echo, una caja de ritmos TR505, un Korg M1, y un Korg TR88. En el año 1985 su pieza Mariposas acuáticas formó parte de una compilación internacional realizada en Francia por el sello HAWAI (SNX). Linde creó "un universo personal a partir de la exploración de los sonidos electrónicos y hacerse un lugar en un entorno eminentemente masculino, pero debido a la discriminación de género y a los prejuicios, la falta de oportunidades hizo que su archivo haya permanecido inédito hasta ahora." Sin embargo, gran parte de su trabajo se encontraba inédito hasta la salida de Aquatic and Other Worlds, que incluye piezas de 1983 a 1989, que ha sido comparado Low de David Bowie; las bandas sonoras de videojuegos para Atari y Nintendo; las bandas sonoras de películas como Tron; y el sonido de Tomita y Vangelis.

### El nacimiento de la miniteca
Ya desde la década de los 60, había llegado a Venezuela el sonido de la música electrónica a través de las minitecas, equivalente venezolano de las sound systems jamaiquinas o los sonideros mexicanos. Algunas de estas minitecas míticas y pioneras fueron Betelgeuse, ZC, Maui, The Lawyers, Cocos, New York New York, La Máquina.
Fueron estos DJs, equipados con sistemas de sonido ambulante, los que introdujeron el house, la electro y la techno, generando sonidos nuevos con influencias futuristas como la changa de los años 80 y 90 o el raptor house de los 2000.Este movimiento sería una influencia importante para figuras como Arca, DJ Baba, Cardopusher/Safety Trance, Aérea Negrot, Trujillo o DJ Phran.

### Tendencias posthumanas en el reguetón contemporáneo
En la música electrónica y urbana reciente, y en particular en las escenas del neoperreo y el reguetón deconstruido, existe una tendencia hacia lo posthumano, lo queer, la nueva carne y lo mutante que tiene una influencia clara de la ciencia ficción. La obra de artistas como Arca, DJ Baba, Cardopusher/Safety Trance o Yajaira La Beyaca son ejemplos de ello. En este sentido, The New York Times ha destacado cómo en sus álbumes KiCk i, KiCk ii, KiCk iii, KiCk iiii y KiCk iiiii (2020-2021) Arca ha construido un mundo atravesado por muchos de estos rasgos, que compara con la obra de Jorge Luis Borges y Ursula K. Le Guin.

### Folklor y futurismo
También podemos destacar la estética afrofuturista y neofolklórica de grupos como Raúl Monsalve y Los Forajidos o Insólito UniVerso.La exploración folclórica desde la música electrónica y experimental es algo que podemos encontrar ya desde los 60 y 70 con Chelique Sarabia, Vytas Brenner y Aldemaro Romero, y a partir de los 90 con Los Amigos Invisibles y Bacalao Men.

### Literatura
- Carlos Sandoval (2020). «La ciencia ficción en Venezuela: orígenes y realizaciones (1861-1955)». Historia de la ciencia ficción latinoamericana,  Vol. 1, 2020 (Desde los orígenes hasta la modernidad), ISBN 978-84-9192-177-6, págs. 417-443.
- Daniel Arella (2021). «La ciencia ficción venezolana (1960-2019): etapas y características». Historia de la ciencia ficción latinoamericana,  Vol. 2, 2021 (Desde la modernidad hasta la posmodernidad), ISBN 978-84-9192-236-0, págs. 527-557.
- Luis Miguel Isava (2023). Algunas reflexiones sobre la ciencia ficción. Caracas: Trópico Absoluto.

### Novela gráfica y cómic
- Ildemaro Torres (1988). El humorismo gráfico en Venezuela. Caracas: Ernesto Armitano.

### Cine
- Ricardo Tirado (1988). Memorias y notas del cine venezolano, 1897 - 1959. Caracas: Fundación Neumann.
- Ricardo Tirado (1988). Memorias y notas del cine venezolano, 1960 - 1976. Caracas: Fundación Neumann.

### Artes plásticas
- Alfredo Boulton (1972). Historia de la pintura en Venezuela. Tomo III. Época Contemporánea. Caracas: Ernesto Armitano Editor.

### Música
- Miguel Noya (2007). Venezuela AC / DC. Análisis del desarrollo de la música electrónica en el país. Caracas: Universidad Simón Bolívar.
- Phran (2023). Logos of the Venezuelan Minitecas. Hong Kong: Klasse Wrecks.